# Münchhausen I Aarhus
|  | Denne artikel er oprettet af botten PalnaBot ud fra en ekstern database. Den kan derfor have sproglige fejl eller mangler. Denne skabelon kan fjernes efter kontrol af indholdet. |

Münchhausen I Aarhus er en film instrueret af Zoren Bravarie.

## Handling
Seks videosekvenser fra Multikunst 89: MÜNCHHAUSEN I ÅRHUS til videoskærmen med 5 dansere og Tzarina Q Cut på scenen.